# پیک تنزینگ
پیک تنزینگ (به لاتین: Tenzing Peak) یک کوه در نپال است که در Border of Tibet and Nepal واقع شده‌است. پیک تنزینگ ۷٬۹۱۶ متر بالاتر از سطح دریا واقع شده‌است.